# Le Lion de terre
Le lion de terre est un îlot rocheux, composé de rochers roux (porphyre), situé dans la baie de Saint-Raphaël, à l'est du port de plaisance de Santa-Lucia.
Il se situe à proximité d'un autre îlot rocheux appelé le Lion de mer.